# Kees van der Staaij
Cornelis Gerrit "Kees" van der Staaij  (født d. 12. september 1968) er en hollandsk politiker som har været medlem af Hollands underhus siden 1998 og partiformand for det Reformerede Politiske Parti siden 2010.